# Cornarens

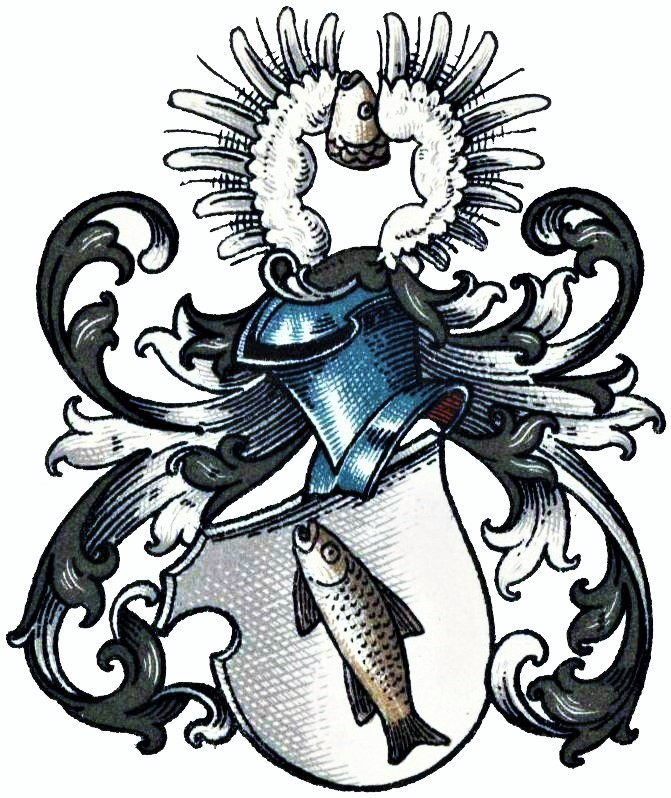
Wappen derer von Cornarens

Cornarens ist der Name eines aus den Niederlanden stammenden, später auch im Rheinland und in Westfalen ansässigen Adelsgeschlechts.

## Geschichte
Das Geschlecht saß auf einem Hof zu Niersdonk genannt Asselt zu Nieukerk im Kreis Geldern. Der Hof wurde 1724 als rittermäßig anerkannt und befand sich zu jenem Zeitpunkt im Besitz des Kapitäns Maximilian Heinrich von Cornarens. Nachdem in der ersten Hälfte des 18. Jahrhunderts eine geb. von Cornarens einen J. A. van Wyenhorst geheiratet hatte, 1738 war sie bereits verwitwet, befand sich der Hof Ende des 18. Jahrhunderts dann im Besitz von Carl von Wyenhorst.
Die Familie stellte mehrere Offiziere. 1678 war ein Major H. von Cornarens Kommandant von Bremen-Burg. Heinrich von Cornarens war 1683 und 1685 Schöffe des kurkölnischen Gerichts zu Issum. 1697 diente ein Obrist Cornarens unter dem Münsteraner Bischofs Friedrich Christian von Plettenberg. Cornarens hatte 1695 ein Regiment zu Fuß errichtet, um die Kriege des Kaisers in den Spanischen Niederlanden zu unterstützen. Friedrich Christian von Cornarens war 1722 Münsterischer Kapitän und 1729 Hauptmann im kurkölnisch, fürstlich-münsterischen Nagelischen Regiment, Max Heinrich von Cornarens wiederum 1724 Hauptmann im Regiment Graf Lippe. Clara Francisca von Cornarens tritt 1745 als Kanonisse des Stifts Freckenhorst auf. Bernardina Franziska Cornarens erscheint 1771 und noch 1785 als Äbtissin des Klosters Gravenhorst. Dort war auch Clara Franziska von Cornarens († vor 1803), Tochter des o. g. Friedrich Christian von Cornarens und der Therese Caroline geb. von Meschede, Ende des 18. Jahrhunderts Stiftsdame. Ihr Bruder Friedrich starb 1784 in Spanien, ihre Schwester Marie Theres von Cornarens, die ebenfalls ein Ordensgelübde abgelegt hatte, lebte noch 1803. Ein Ferdinand von Cornarens war 1785 Platzmajor in Warendorf. Odilia von Cornarens war 1795 Seniorin im Kloster Gertrudenberg in Osnabrück.
In Westfalen ist das Geschlecht Anfang des 19. Jahrhunderts erloschen.

## Wappen
Blasonierung: In Silber ein pfahlweise gestellter, brauner Fisch. Auf dem Helm ein offener, silberner Flug, dazwischen ein Fischkopf. Die Helmdecken sind schwarz-silbern.